# Exposition criminelle au VIH
L'exposition criminelle au VIH est l'acte d'exposer délibérément (en) ou par négligence une autre personne à la transmission du virus de l'immunodéficience humaine. Certains pays ont adopté des lois qui prévoient une peine contre les personnes qui exposent volontairement ou par négligence des tiers à la contamination au VIH. D'autres pays poursuivent les auteurs de cet acte sous différents chefs d'accusation : fraude, homicide involontaire ou tentative de meurtre.

## Modes de transmission
Le virus de l'immunodéficience humaine (VIH) se transmet par plusieurs fluides corporels comme le sang, les sécrétions sexuelles, le lait maternel... La contamination peut se produire quand les fluides d'une personne porteuse du VIH entrent en contact avec des muqueuses ou le sang d'une personne non infectée. La contagion au VIH peut se produire dans les cas suivants :
- Rapport sexuel non protégé ;
- Partage des aiguilles dans l'injection de drogues intraveineuses ;
- Transmission maternelle ou lait maternel ;
- Recevoir une transfusion sanguine ou un don d'organe, même si les probabilités d'une contamination sont faibles en raison des tests systématiques.

Le risque de contagion baisse lorsqu'une personne est porteuse d'une faible charge virale. La charge virale diminue chez les personnes qui vivent avec le VIH ou le SIDA si elles suivent une thérapie antirétrovirale efficace. L'utilisation de préservatifs réduit considérablement les risques de transmission.

## Situation légale dans le monde
Au fil des ans, plusieurs pays se sont dotés de législations qui criminalisent la transmission du VIH et l’exposition au risque d’infection ; il arrive que ces législations soient remises en question.

### Convention européenne des droits de l'homme
Dans de nombreux pays anglophones et dans la plupart des États signataires de la Convention européenne des droits de l'homme, l'infection consciente d'autrui avec le VIH peut conduire à des poursuites légales.
Dans une enquête de 2004 auprès de ces plaignants, le Global Network of People Living with HIV/AIDS (en) a trouvé qu'en Finlande, en Suède et en Slovaquie, entre 0,5 % et 1 % des personnes séropositives ont fait l'objet de poursuites judiciaires au motif de transmission du VIH, délibérément ou par négligence.

### Amérique du Nord
D'un point de vue mondial, les États-Unis et le Canada représentent la majorité des poursuites légales sur la transmission.

#### Canada
En droit canadien, les tribunaux jugent que le fait de ne pas divulguer son statut positif au VIH alors qu'une possibilité réaliste de transmission du VIH existe  (R. c. Mabior) ou alternativement, le fait de percer des trous dans son condom pour que la victime tombe enceinte (R. c. Hutchinson) constitue une fraude viciant le consentement sexuel et donc qu'en l'absence de consentement, il s'agit d'une agression sexuelle. Le seul fait de porter le condom n'est pas suffisant pour éviter l'infraction lorsque l'accusé a une charge virale qui n'est pas faible. 
Dans le cas de la contamination ou de la tentative de contamination au VIH/SIDA, le chef d'accusation que reçoit l'accusé peut être l'agression sexuelle grave et non seulement l'agression sexuelle simple car ce faisant, il met en danger la vie de la victime. 
Pour obtenir une condamnation d'agression sexuelle grave, le ministère public doit prouver « (1) un acte malhonnête (le mensonge sur l’état de santé ou l’omission de révéler la séropositivité) et (2) la privation (d’éléments d’information qui auraient causé le refus du plaignant d’avoir des relations sexuelles l’exposant à un risque important de lésions corporelles graves) ».
La notion de « possibilité réaliste de transmission du VIH » provient notamment de la common law. Elle peut évoluer en fonctions des avancées thérapeutiques. Dans Mabior, la Cour suprême évalue les moyens d'écarter cette possibilité en fonction de deux critères : (1) la charge virale est faible (plutôt qu'indétectable) (2) le condom est utilisé . Donc il peut en principe y avoir des cas où l'accusé commet une fraude au consentement sexuel même s'il portait le condom, par ex. s'il ne suivait pas un traitement médical pour réduire sa charge virale, car il existe des possibilités réalistes de transmission du VIH/SIDA à ce moment.

#### États-Unis

##### Californie
Une affaire connue à ce sujet est celle de Thomas Guerra (en), paysagiste américain, qui est devenu la première personne condamnée, en Californie (en 2015), au motif de contamination délibérée d'autrui par le VIH. Lors du procès, l'accusation a produit 11 000 messages par texte et 16 enregistrements vidéos à l'appui de ses réquisitions. Depuis, Guerra est accusé d'avoir délibérément exposé des douzaines d'autres hommes au VIH,,.

### Europe

#### France
En 2006, selon un arrêt de la Cour de cassation, la transmission volontaire du VIH est un délit d'« administration de substance nuisible ayant entraîné une atteinte à l'intégrité physique ou psychique d'autrui ». L'exposition sans transmission est passible de trois ans de prison et 45 000 euros d'amende ; l'exposition avec transmission est passible de dix ans et 150 000 euros. Des circonstances aggravantes peuvent conduire l'auteur de l'infraction aux Assises. La première condamnation en cour d'Assises pour des faits d'« administration de substance nuisible par conjoint ou concubin, suivie de mutilation ou d'infirmité permanente » a lieu en décembre 2008.

### Pays en développement
Dans plusieurs pays en développement, comme la Thaïlande, où s'étend largement la pandémie de VIH, les lois relatives à la criminalisation d'une exposition intentionnelle sont soit faibles, soit absentes.